# 亞瓜
亞瓜是非洲中西部國家喀麥隆的城鎮，由極北省負責管轄，海拔高度330米，位於該國東北部，距離與乍得接壤邊境約10公里，鎮上有機場設施，2001年人口估計約67,400。